# 小嶋菜温子
小嶋 菜温子（こじま なおこ、1952年7月7日 - ）は、日本の日本文学者。専門は中古文学、主に『源氏物語』を中心に王朝文学・文化史を研究。学位は、博士（文学）。立教大学名誉教授。立正大学元教授。

## 略歴
兵庫県姫路市生まれ。お茶の水女子大学文教育学部卒、東京大学大学院博士後期課程修了。韓国・啓明大学校人文学部専任講師、恵泉女学園大学人文学部教授、立教大学文学部教授を経て現職にいたる。中古文学会・代表委員（平成21・22年度）。
王朝物語の研究を軸に、日本文化史をひろく見わたし、古典と現代の架橋をはかる。幻の「源氏物語絵巻」（仮称）をニューヨークで発見したことをきっかけに、その紹介に努め、さらなる断簡探しとその全容解明を目指してのプロジェクトを推進している。2011年11月から刊行が開始された週刊朝日百科『絵巻で楽しむ源氏物語　五十四帖』（全60冊、秋山虔監修）を分担執筆中。
2016年4月より、立正大学非常勤講師を務め、2017年3月で立教大学を退職。同年4月に立正大学に着任。 2023年3月で立正大学を定年退官。

## 著書
単著
- 『かぐや姫幻想　皇権と禁忌』森話社　1995
- 『源氏物語批評』有精堂　1995
- 『源氏物語の性と生誕　王朝文化史論』立教大学出版会　2004
- 『えんぴつで脳を鍛える　竹取物語』宝島社　2007

編著
- 『王朝の性と身体　逸脱する物語』森話社　1996
- 『週刊朝日百科　世界の文学25　自己との対話　土佐日記・蜻蛉日記ほか』朝日新聞出版社　1999
- 『日本の古典を見る　竹取物語　上・下』世界文化社　2002
- 『王朝文学と通過儀礼』竹林社　2007

共編著
- 『叢書　想像する平安文学　1～7巻』勉誠出版　1999
- 『物語の千年　源氏物語と日本文化』森話社　1999
- 『<新しい教材論>へ、<新しい作品論>へ　古典I』右文書院　2003
- 『生育儀礼の歴史と文化　子どもとジェンダー』森話社　2003
- 『ケガレの文化史』森話社　2006
- 『肖像と個性』春風社　2007
- 『チェスタービーティー・ライブラリィ所蔵　竹取物語絵巻』勉誠出版　2007
- 『源氏物語と和歌を学ぶ人のために』世界思想社　2007
- 『源氏物語と和歌』青簡社　2008
- 『源氏物語と江戸文化　可視化される雅俗』森話社　2008
- 『源氏物語の歌と人物』翰林書房　2009